# Coppa dell'Imperatore 2019
La Coppa dell'Imperatore 2019  (第92回天皇杯全日本サッカー選手権大会?) è la novantanovesima edizione della coppa nazionale giapponese di calcio. La squadra vincitrice prende parte alla AFC Champions League 2020.
La finale disputata allo Stadio nazionale è stato il primo evento tenutosi dopo la ricostruzione dell'impianto.

## Formula
Partecipano tutte le 18 società di J. League Division 1 e tutte le 22 di J. League Division 2. Ad esse si aggiungono 47 società vincitrici delle leghe prefetturali più la squadra promossa dalla Japan Football League, per un totale di 88 club partecipanti. La competizione è interamente ad eliminazione diretta, tutti i turni si svolgono in gara unica, con eventuali tempi supplementari e calci di rigore.

## Terzo turno
| Squadra 1           | Risultato        | Squadra 2          |
| ------------------- | ---------------- | ------------------ |
| Vissel Kōbe         | 3 - 2            | Kawasaki Frontale  |
| Sanfrecce Hiroshima | 1 - 1 (9-10 dtr) | Oita Trinita       |
| Sagan Tosu          | 4 - 2            | Cerezo Osaka       |
| Júbilo Iwata        | 1 - 1 (3-4 dtr)  | Shimizu S-Pulse    |
| Kashima Antlers     | 4 - 1            | Yokohama F·Marinos |
| Urawa Reds          | 0 - 2            | Honda              |
| V-Varen Nagasaki    | 2 - 1            | Vegalta Sendai     |
| Ventforet Kofu      | 2 - 1 (dts)      | Hosei              |

## Quarti di finale
| Squadra 1        | Risultato | Squadra 2       |
| ---------------- | --------- | --------------- |
| Vissel Kōbe      | 1 - 0     | Oita Trinita    |
| Sagan Tosu       | 0 - 1     | Shimizu S-Pulse |
| Kashima Antlers  | 0 - 1     | Honda           |
| V-Varen Nagasaki | 1 - 0     | Ventforet Kofu  |

## Semifinali
| Squadra 1       | Risultato | Squadra 2        |
| --------------- | --------- | ---------------- |
| Vissel Kōbe     | 3 - 1     | Shimizu S-Pulse  |
| Kashima Antlers | 3 - 2     | V-Varen Nagasaki |

## Finale
| Arbitro: | Riuji Sato |

|                                |           |  |
| Inukai 18’ (aut.) Fujimoto 38’ | Marcatori |  |